# Zosimo Maria Brambat
Zosimo Maria Brambat (ur. w Mediolanie, zm. 16 maja 1799 w opactwie Casamari k. Veroli) – włoski zakonnik katolicki, cysters, męczennik, ofiara prześladowań antykatolickich w Republice Partenopejskiej, państwie zależnym od rewolucyjnej Francji, błogosławiony Kościoła katolickiego.

## Życiorys
Urodził się w Mediolanie. Wstąpił do klasztoru cystersów w Casamari w 1792 roku. 20 listopada 1795 złożył śluby zakonne proste. 13 maja 1799 roku klasztor został zajęty przez żołnierzy armii francuskiej w wyniku podboju Włoch i utworzenia Republiki Partenopejskiej. Po postrzeleniu przez żołnierzy uciekł z klasztoru, aby móc przyjąć sakramenty przed śmiercią. Zmarł 16 maja 1799 w wyniku poniesionych ran. 26 maja 2020 papież Franciszek podpisał dekret o męczeństwie jego i innych pięciu zakonników, co otworzyło drogę do ich beatyfikacji, która odbyła się 17 kwietnia 2021 w opactwie Casamari.